# Кудряшов, Валерий Валерьевич
Вале́рий Вале́рьевич Кудряшо́в (укр. Валерій Валерійович Кудряшов; род. 24 февраля 1984, Жданов) — украинский яхтсмен, специалист по гонкам на лодках класса «Лазер». Выступает за сборную Украины по парусному спорту начиная с 2004 года, победитель турниров национального и международного значения, участник летних Олимпийских игр в Лондоне.

## Биография
Валерий Кудряшов родился 24 февраля 1984 года в городе Мариуполе Донецкой области Украинской ССР. Серьёзно заниматься парусным спортом начал в возрасте десяти лет под руководством тренера Николая Прокофьева, который впоследствии оставался его наставником на протяжении всей дальнейшей спортивной карьеры. Состоял в мариупольском яхт-клубе «Азовсталь».
Впервые заявил о себе в 2001 году, став вторым на чемпионате Украины — тем самым выполнил норматив мастера спорта. Впоследствии неоднократно выигрывал первенства и кубки страны.
В 2011 году в составе сборной команды Донецкой области завоевал серебряную медаль на открытом чемпионате Украины по парусному спорту в Севастополе. Попав в основной состав украинской национальной сборной, выступил на чемпионате мира в Перте, расположившись в итоговом протоколе соревнований на 128-й позиции.
Благодаря череде удачных выступлений удостоился права защищать честь страны на летних Олимпийских играх 2012 года в Лондоне — стал таким образом первым мариупольским спортсменом, кому удалось выступить на Олимпийских играх в этом виде спорта. В десяти гонках на лодках класса «Лазер» набрал в общей сложности 432 очка и занял с этим результатом итоговое 44-е место.
После лондонской Олимпиады Кудряшов остался в главной парусной команде Украины и продолжил принимать участие в крупнейших международных соревнованиях. Так, в 2014 году он стартовал на мировом первенстве в Сантандере, заняв в своей дисциплине 75-е место.
В 2016 году победил на этапе Кубка Европы в Словении.
В 2017 году одержал победу в регате «Київський вітрильний тиждень».